# Barbaise
Barbaise ist eine französische Gemeinde mit 106 Einwohnern (Stand: 1. Januar 2022) im Département Ardennes in der Region Grand Est (bis 2015 Champagne-Ardenne). Sie gehört zum Arrondissement Charleville-Mézières, zum Kanton Signy-l’Abbaye und zum 1995 gegründeten Kommunalverband Crêtes Préardennaises.

## Geografie
Die Gemeinde liegt rund 15 Kilometer nordöstlich der Präfektur Charleville-Mézières. Umgeben wird Barbaise von den Nachbargemeinden Raillicourt im Südosten, Jandun im Südwesten, Westen und Nordwesten, Gruyères im Norden sowie von der im Kanton Nouvion-sur-Meuse gelegenen Gemeinde Touligny im Nordosten.
Zwischen dem 29. Dezember 1974 und dem 31. Dezember 1990 war Barbaise Teil der Gemeinde Raillicourt-Barbaise. 

## Bevölkerungsentwicklung
| Einwohner                  | 100 | 96 | 69 | 106 | 105 | 105 | 101 | 92 | 104 |
| Quellen: Cassini und INSEE |     |    |    |     |     |     |     |    |     |

## Sehenswürdigkeiten
- Kirche Sainte-Anne aus dem 18. und 19. Jahrhundert
- Kriegerdenkmal

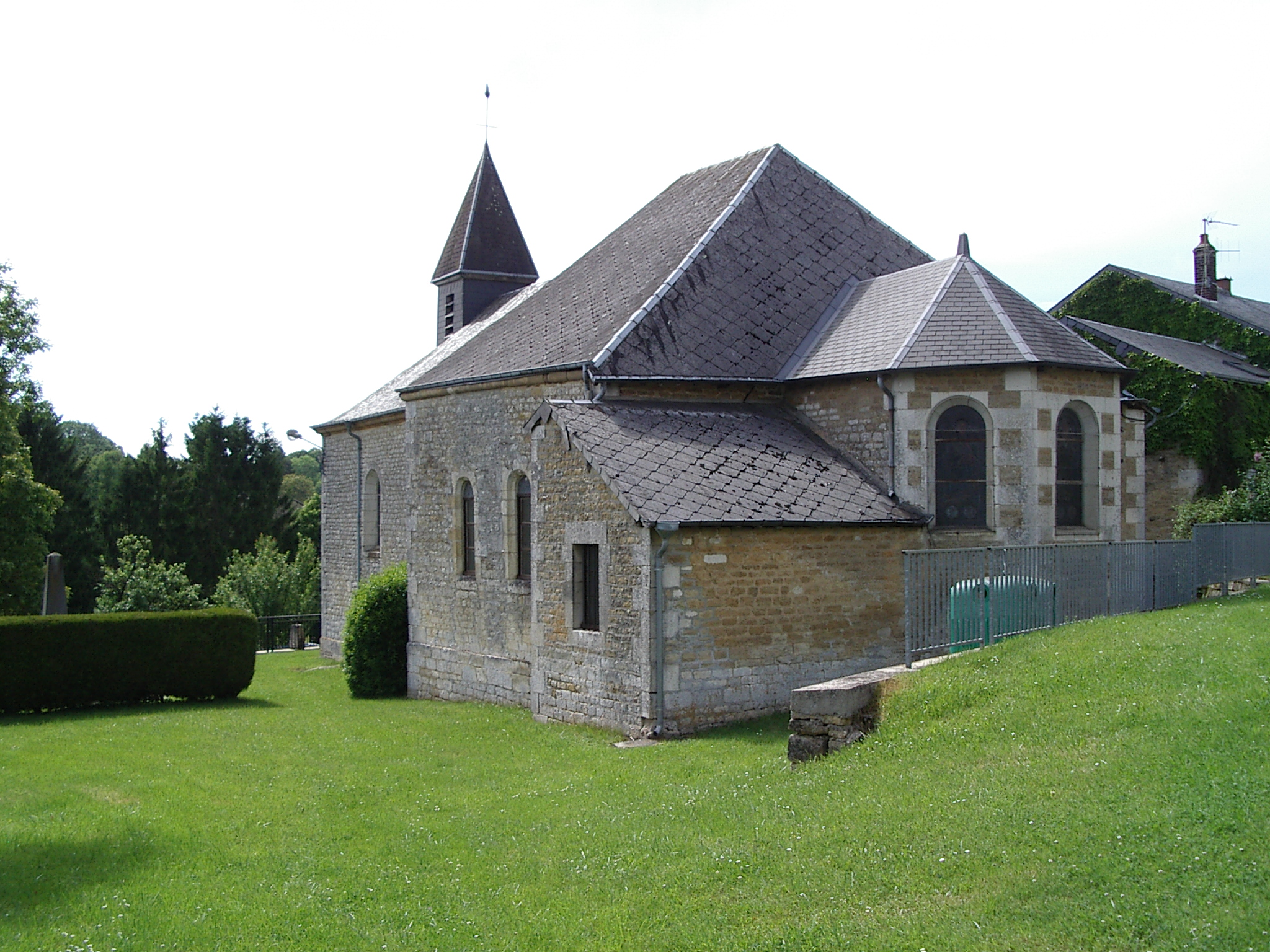
Kirche Sainte-Anne
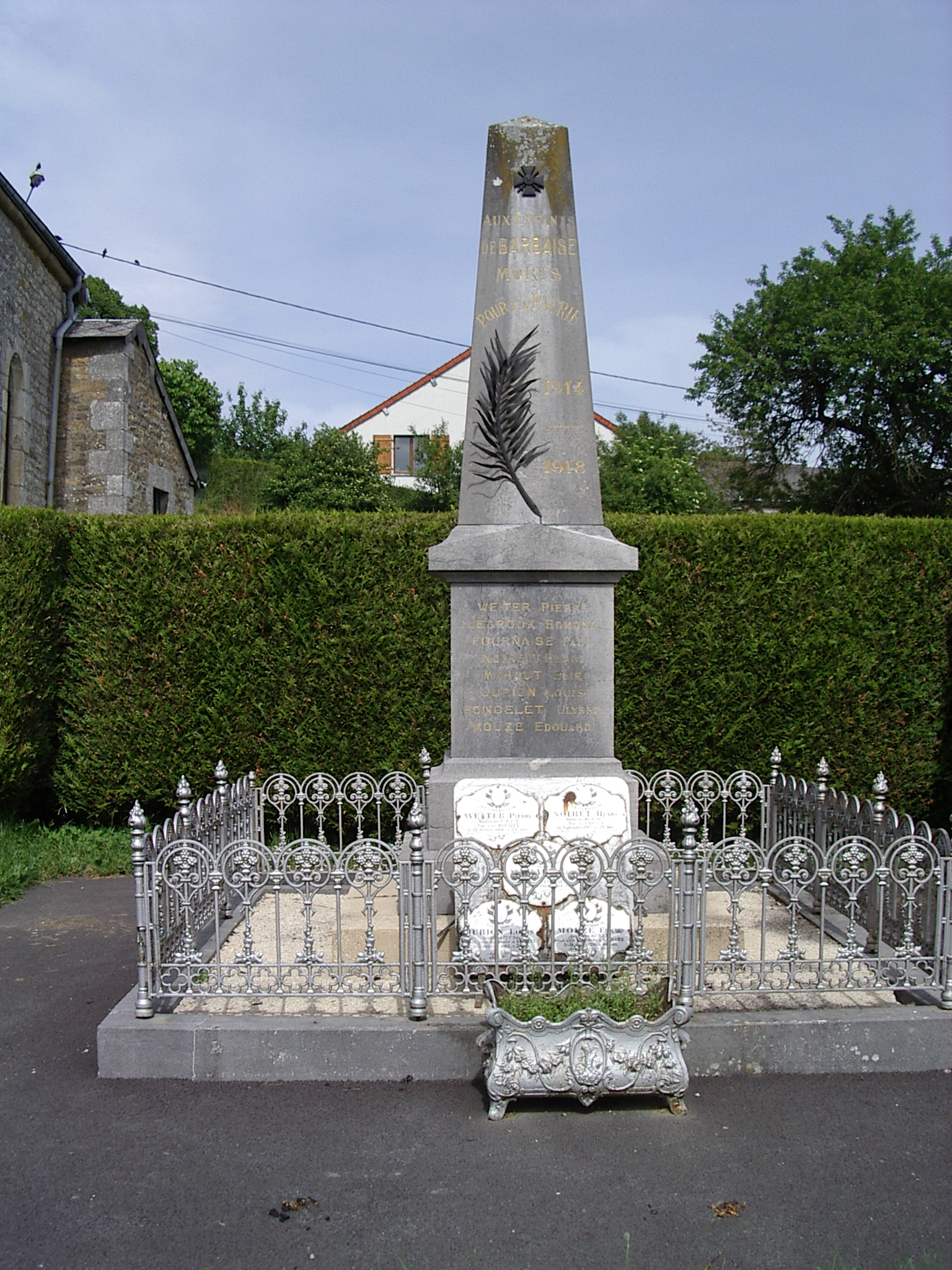
Kriegerdenkmal